# Bataille de Biddulphsberg
2e guerre des Boers
Batailles
Raid Jameson (décembre 1895 - janvier 1896)
- Doornkop

Front ouest (octobre 1899 - juin 1900)
- Kraaipan
- Belmont
- Graspan
- Modder River
- Stormberg
- Magersfontein
- Kimberley
- Paardeberg
- Poplar Grove
- Driefontein
- Sand River
- Mafeking
- Doornkop
- Biddulphsberg
- Lindley
- Diamond Hill

Front est (octobre 1899 - août 1900)
- Talana Hill
- Elandslaagte
- Rietfontein
- Bataille de Ladysmith
- Colenso
- Spion Kop
- Vaal Krantz
- Siège de Ladysmith
- Libération de Ladysmith
- Bergendal

Raids et guérillas (mars 1900 - mai 1902)
- Sanna's Post
- Mostertshoek
- Jammerbergdrift
- Roodewal
- Bothaville
- Leliefontein
- Nooitgedacht
- Vlakfontein
- Groenkloof
- Elands River
- Bloedrivier Poort
- Bakenlaagte
- Groenkop
- Tweebosch
- Rooiwal

La Bataille de Biddulphsberg  fut un affrontement tenu le 29 mai 1900 à proximité de la ville de Senekal au cours de la deuxième Guerre des Boers (1899-1902) entre l'Empire britannique et les Boers des deux républiques indépendantes de l'État libre d'Orange et du Transvaal.

## Rétroactes
À la suite de la prise de Bloemfontein par les Britanniques le 13 mars 1900, les Boers se réunirent le 17 mars en un Kriegsraat (Conseil de guerre) dans les environs de Kroonstad, et décidèrent d'une nouvelle stratégie contre les britanniques, faites de raids et guérillas. Compte tenu des effectifs respectifs et de l'équipement des deux armées en présence, une guerre régulière était en effet devenu impossible pour les Boers.
Les Boers inaugurèrent cette stratégie par les victoires de Sanna's Post et de Mostertshoek obtenues le 31 mars et le 4 avril 1900 par le Général Christiaan De Wet. Ce dernier ne put cependant tenir le siège de Jammerbergdrift.
Une partie importante des troupes Boers se retrouva cependant acculée dans l'État libre d'Orange oriental, menant une guerre régulière. Elles finiront par capituler fin juillet 1900, acculées au pied du Drakensberg à Brandriver Basin.

## La bataille
Alors que les Boers assiégeaient les Britanniques à Yeomanry Hill au cours de la bataille de Lindley, le Lieutenant Général Rundle et ses 4 000 hommes stationnés à Senekal tentèrent une manœuvre de diversion en se dirigeant vers la ville de Bethlehem. Les tirs d'artillerie britanniques mirent feu au veld. Prévus pour constituer un mur de fumée, cette action se retourna finalement contre les Britanniques quand le vent changea de direction.
Les tirs de fusils mausers des Boers achevèrent de saper la manœuvre, et les Britanniques durent finalement se retirer non sans laisser de nombreuses victimes.